# Ceremony of Opposites
Ceremony of Opposites – trzeci studyjny album szwajcarskiego zespołu Samael wydany 18 lutego 1994 r. przez wytwórnię Century Media. Do utworu "Baphomet's Throne" nakręcony został wideoklip. Autorem okładki jest Eric Vuille.
W 2001 r. wydana została przez Century Media reedycja albumu zawierająca dodatkowo utwory z EP Rebellion.

## Lista utworów
1. "Black Trip" – 3:19
2. "Celebration of the Fourth" – 2:53
3. "Son of Earth" – 3:58
4. "'Till We Meet Again" – 4:11
5. "Mask of the Red Death" – 3:04
6. "Baphomet's Throne" – 3:30
7. "Flagellation" – 3:41
8. "Crown" – 4:06
9. "To Our Martyrs" – 2:37
10. "Ceremony of Opposites" – 4:39

## Twórcy
- Vorphalack – gitara, wokal;
- Rodolphe H. – instrumenty klawiszowe, sampler;
- Masmiseim – gitara basowa;
- Xytras – perkusja.

Autorem tekstów jest Vorphalack, muzykę napisał Xytras (z wyjątkiem "To Our Martyrs", gdzie współautorem muzyki jest Vorphalack).